# روفين شرودر
روفين شرودر (بالألمانية: Rouven Schröder)‏ هو لاعب كرة قدم ألماني في مركز الدفاع، ولد في 18 أكتوبر 1975 في آرنسبرغ في ألمانيا. لعب مع نادي بوخوم ونادي دويسبورغ.

## وصلات خارجية
- روفين شرودر على موقع قاعدة بيانات كرة القدم.إي يو (الإنجليزية)
- روفين شرودر على موقع بيانات كرة القدم. دي إي (الألمانية)
- روفين شرودر على موقع عالم كرة القدم.نت (الإنجليزية)